# Gare de Pavillons (Belgique)
La gare de Pavillons, anciennement  Morialmé (Pavillons) et Pavillons-Stave, est une ancienne gare ferroviaire belge des lignes ligne 135, de Walcourt à Florennes et ligne 138, de Châtelet à Florennes située au lieu-dit les Pavillons sur le territoire de la commune de Florennes, dans la province de Namur, en Région wallonne.
Mise en service en 1862, elle ferme aux voyageurs en 1959 et aux marchandises au plus tard en 1980. Le bâtiment, construit par la Compagnie de l’Est belge sert d’habitation.

## Situation ferroviaire
Établie à 277 m d’altitude, la gare de Pavillons était située au point kilométrique (PK) 20,9 de la ligne 138, de Châtelet à Florennes-Est entre les bifurcations de Morialmé et Stave. À partir de 1908, elle constituait l'aboutissement de la ligne 135, de Walcourt à Morialmé et Florennes

## Histoire
La station de Pavillons est inaugurée lorsque le chemin de fer de Morialmé (minières) à Florennes, Doische et Givet est mis en service le 23 juin 1862 par la Compagnie de l'Est belge.
Nommée Morialmé (Pavillons), elle est rebaptisée Pavillons (Stave), nom qu'elle portera jusqu'en 1894. L'Est belge et son successeur le Grand Central Belge sont rachetés par l’État à la fin de l’année 1897.
Pavillons est dotée d'installations pour les marchandises et assura un trafic important de « petits colis » provenant des usines de céramique avoisinantes.
Au début du XXe siècle, l’État belge décide d’interconnecter les différents chemins de fer aboutissant à Florennes et de créer la grande gare de Florennes-Central. À cette occasion, la ligne 135, qui n’allait pas plus loin que Morialmé-Minières, est prolongée jusqu’à Pavillons.
Jusqu’aux années 1970, les deux lignes étaient posées en parallèle entre Morialmé-bifurcation et l’aiguillage d’entrée de la gare de Pavillons. La deuxième voie a par la suite été arrachée et cette section de la ligne 138 requalifiée comme faisant partie de la ligne 135.
Le trafic des voyageurs peut est supprimé en 1954 sur la ligne 135 et le 9 mars 1959 sur la ligne 138. Dès cette période, plusieurs kilomètres des lignes 135 et 138 ne sont plus desservis. Les trains continuent à desservir les industries de Morialmé et Oret en venant de Florennes. La ligne passant par Pavillons est finalement désaffectée en 1980 et les rails sont arrachés au plus tard en 1996.

## Patrimoine ferroviaire
Le bâtiment des recettes a été reconverti en villa entourée d’un jardin à l’endroit des voies.
Différant complètement des autres gares bâties par l’Est belge sur la ligne de Florennes-Est à Doische, ce bâtiment de six travées sous bâtière avec une aile à toit plat et des annexes possède une façade en pierre et de l’enduit à l’étage. Les ouvertures du rez-de-chaussée sont à arc bombé et les baies de l’étage sont géminées avec des arcs moins prononcés. La deuxième travée en partant de la droite est inscrite dans une avancée de part et d'autre du bâtiment avec une frise de pierre sculptée aux pignons.